# 楷叶梣
楷叶梣（学名：Fraxinus retusifoliolata）为木犀科梣属的植物，为中国的特有植物。分布于中国大陆的云南等地，生长于海拔2,000米的地区，一般生于干燥的岩石山坡，目前尚未由人工引种栽培。

## 别名
黄连叶白蜡树（云南植物研究）